# 堀直温
堀 直温（ほり なおはる、天明元年11月8日（1781年12月22日） - 文化9年5月18日（1812年6月26日））は、江戸時代中期の大名で、越後椎谷藩第10代藩主。椎谷堀家13代。備前岡山藩主・池田治政の五男。母は上田氏。正室は堀直起の娘。幼名は悦之助。初名は池田方忠、通称は内膳。官位は従五位下、筑後守。
寛政10年（1798年）4月25日、先代藩主・直起に男子がなかったため、婿養子となる。享和2年（1802年）4月28日、将軍徳川家斉に御目見する。文化元年（1804年）12月16日、従五位下・筑後守に叙任する。文化5年（1808年）5月22日、直起の死去により家督を相続する。文化6年（1809年）4月、日光祭礼奉行を命じられる。文化9年（1812年）2月、大坂加番を命じられるものの、病気のために辞退した。同年5月18日に死去した。跡を養子の直哉が継いだ。

## 系譜
父母
- 池田治政（実父）
- 上田氏 ー 側室（実母）
- 堀直起（養父）

正室
- 堀光子 ー 堀直起の娘

養子
- 堀直哉 ー 水野忠光の五男